# 崔敏姬
崔敏姬（韓語：최민희，1960年12月3日—），是大韓民國的政治人物、新政治民主聯合黨員，2012年5月30日起擔任韩国国会比例代表制議員。

## 生平
崔敏姬中學就讀首爾惠化女子高等學校，後進入梨花女子大學。
1985年崔敏姬投身記者行列，又曾擔任中學教師，2000年成為媒體機構民主言論市民連合秘書長，到2004年擔任全國媒體改革法案聯合執行委員會主席（韓語：언론개혁국민행동 공동집행위원회 위원장）。
2012年，崔敏姬成為大韓民國第十九屆國會比例代表制議員；2015年4月14日，她以韓國男子組合JYJ作實例，建議成立「JYJ 法」，以制裁經紀公司或電視台不合理地限制藝人出演節目的行為。